# قائمة الغواصات التي لم تطور أبدا
قائمة الغواصات التي لم تُطوَّر أبداً توثق مشاريع غواصات عسكرية تم اقتراحها أو تصميمها من قبل عدد من الدول، لكنها لم تصل إلى مرحلة الإنتاج الفعلي أو لم تتجاوز المراحل الأولية من التصميم. وتتنوع أسباب عدم تنفيذ هذه المشاريع بين تغير الاستراتيجيات العسكرية، أو قيود الميزانية، أو التحديات التقنية، أو انتهاء الحروب قبل بدء التصنيع.

## مفاهيم
يُقصد بـ"الغواصات غير المطوَّرة" تلك التي:
- تم اقتراحها ضمن برامج تسليح رسمية أو تجريبية،
- أُدرجت ضمن وثائق التصميم أو التخطيط البحري،
- لكنها لم تدخل مرحلة البناء أو التصنيع الفعلي.

ولا تشمل هذه القائمة الغواصات التي غرقت أو فقدت بعد دخولها الخدمة، أو تعرضت لحادث والتي تغطيها مقالات أخرى مثل قائمة غواصات نووية غارقة وقائمة حوادث الغواصات منذ عام 2000.

## أمثلة على مشاريع لم تُطوَّر
فيما يلي نماذج من مشاريع غواصات لم تُصنَّع:

### الولايات المتحدة الأمريكية
بحسب الوثائق العسكرية الأمريكية، هناك عدة مشاريع لم تُطوَّر، ومنها:
- USS XSS-1 : مشروع غواصة صغيرة مخصصة للعمليات الخاصة لم ينجح تقنيًا.
- Sea Shadow Submarine : غواصة شبحية مقترحة تعتمد على تقنيات الإخفاء البصري والراداري، أُلغي البرنامج بسبب التكلفة.
- Nuclear Deep Water Survey Submersible : غواصة نووية عميقة لاستكشاف قاع المحيطات لم تتجاوز مراحل التخطيط.
- USS Lancetfish (SS-296) : غرقت وهي غير مكتملة، وتم إلغاؤها لاحقًا ولم تُستكمل:contentReference[oaicite:0]{index=0}.
- [1]

### ألمانيا النازية
في عهد كريغسمارينه، تم اقتراح عدة فئات تطويرية بعد نجاح الفئة VIIC، مثل:
- Type XI : غواصة مزودة بمدفع عيار 127 ملم وسطح لهبوط طائرات، أُلغيت بعد بدء الحرب العالمية الثانية.
- Type XVIII : غواصة كهربائية بالكامل كان مخططًا أن تُستخدم دون محركات ديزل. تم بناء هيكل وحيد وأُلغيت بسبب فشل التجارب. [2] [3]

## مشاريع مشابهة أُوقفت أثناء الإنشاء
هذه القائمة تركز على مشاريع تم البدء في بنائها جزئيًا، لكنها لم تُكتمل:
- USS Guitarro (SSN-665): غرقت قبل إكمالها وتم تأجيل العمل بها لفترة طويلة:contentReference[oaicite:1]{index=1}.
- German submarine U-415: أُصيبت بلغم قبالة بريست الفرنسية، وتم استغلالها كقطع غيار دون إكمال إصلاحها:contentReference[oaicite:2]{index=2}. [4]

## مشاريع ضمن دراسات نظرية
بعض الغواصات ظهرت فقط كتصاميم أولية في كليات عسكرية أو ضمن مراكز بحوث دون تحويلها إلى مشاريع تمويل رسمية:
- SubSea HeliDrop Sub : فكرة لهبوط طائرات مروحية فوق غواصات هجومية للإنزال السريع.
- Urban Tactical Submarine : غواصة صغيرة للعمليات في الموانئ الحضرية.

## وصلات خارجية
- uboat.net – قاعدة بيانات غواصات الحرب العالمية
- NavSource Naval History – أرشيف الصور البحرية الأمريكية
- List of lost United States submarines (Wikipedia)